# Clovia lallemandana
Clovia lallemandana är en insektsart som beskrevs av Metcalf 1962. Clovia lallemandana ingår i släktet Clovia och familjen spottstritar. Inga underarter finns listade i Catalogue of Life.